# 41号弗吉尼亚州州道
維吉尼亞州41號公路（Virginia State Highway 41）是美國維吉尼亞州的重要公路之一，位於Pittsylvania郡，連接Callands的維吉尼亞州57號公路及Danville的美國國道29。建成於1933年，全長32.54公里。